# 21054 Ojmjakon
21054 Ojmjakon è un asteroide della fascia principale. Scoperto nel 1990, presenta un'orbita caratterizzata da un semiasse maggiore pari a 3,0100535 UA e da un'eccentricità di 0,1014596, inclinata di 11,55991° rispetto all'eclittica.